# Parkaue 24, 32, 34

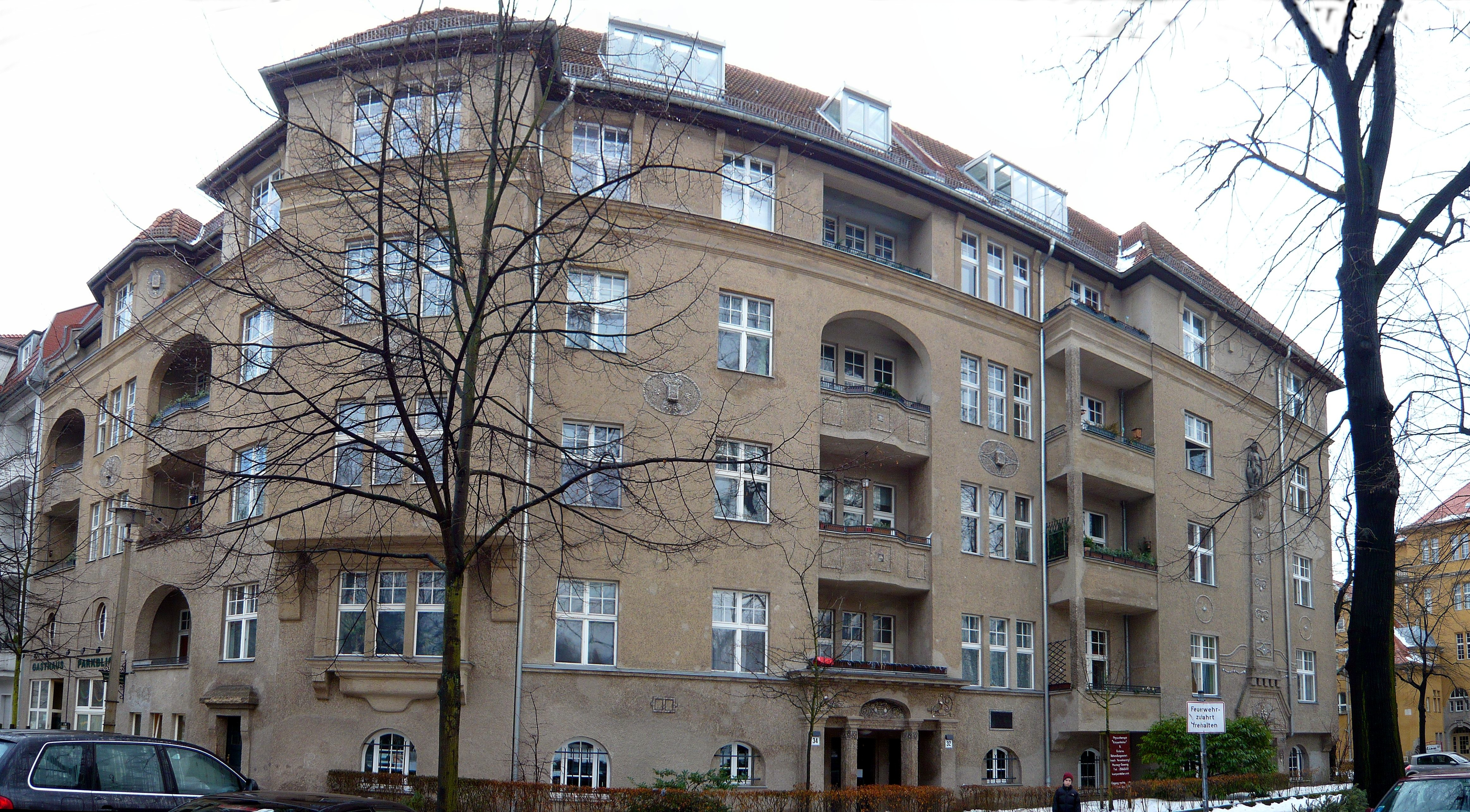
Gebäude

Parkaue 24, 32 und 34 sind die Adressen eines repräsentativen Wohnhauses in der Straße Parkaue im Berliner Ortsteil Lichtenberg des gleichnamigen Bezirks.

## Geschichte
Das Gebäude wurde durch den Architekten Gustav Gebhardt entworfen und 1915 fertiggestellt. Es wird im Denkmalverzeichnis der Stadt Berlin geführt.

## Lage
Das Haus gehört zu einem stilechten Wohnkomplex in unmittelbarer Nähe des Stadtparks Lichtenberg und des Theaters an der Parkaue.

## Heutige Nutzung
Heute ist dort u. a. eine Hilfeeinrichtung für psychische Erkrankungen untergebracht.